# 자유보수개혁당
자유보수개혁당(독일어: Liberal-Konservative Reformer 리베랄-콘서바티베 리포메어[*])은 독일의 중도우파 정당으로, 2015년 중순에 프라우케 페트리가 속한 독일을 위한 대안 당권을 장악해 당 노선을 반이민 정책으로 삼은 뒤부터 갈라졌다. 그 후 당의 설립자 베른트 루케(Bernd Lucke)와 그의 경제 정책 지지자는 탈당하면서 창당한 정당이다. 현재 이 정당은 독일 연방의회에 1석, 지방 의회 4석을 보유하고 있다.